# Бачка-Паланка (община)

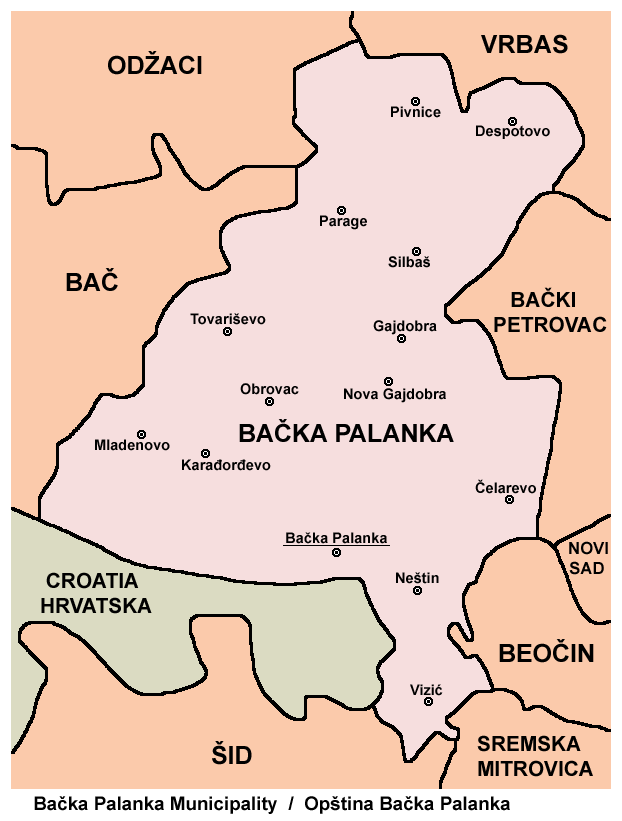

Общи́на Бачка-Паланка (серб. Општина Бачка Паланка) — община в Сербії, в складі Південно-Бацького округу автономного краю Воєводина. Адміністративний центр — містечко Бачка-Паланка.

## Населення
Згідно з даними перепису 2007 року в общині проживало 55 528 осіб, з них:
- серби — 43 843 — 78,95%
- словаки — 5047 — 9,09%
- мадяри — 1356 — 2,44%
- роми — 1064 — 1,91%

Решту жителів  — зо два десятка різних етносів, зокрема: югослави, роми, бунєвці, німці і кілька сотень русинів-українців.
| Рік  | Населення, люд. |
| ---- | --------------- |
| 1991 | 59 973          |
| 2001 | 60 976          |
| 2002 | 60 821          |
| 2003 | 60 358          |
| 2004 | 59 851          |
| 2005 | 59 314          |
| 2006 | 58 738          |
| 2007 | 58 110          |

## Населені пункти

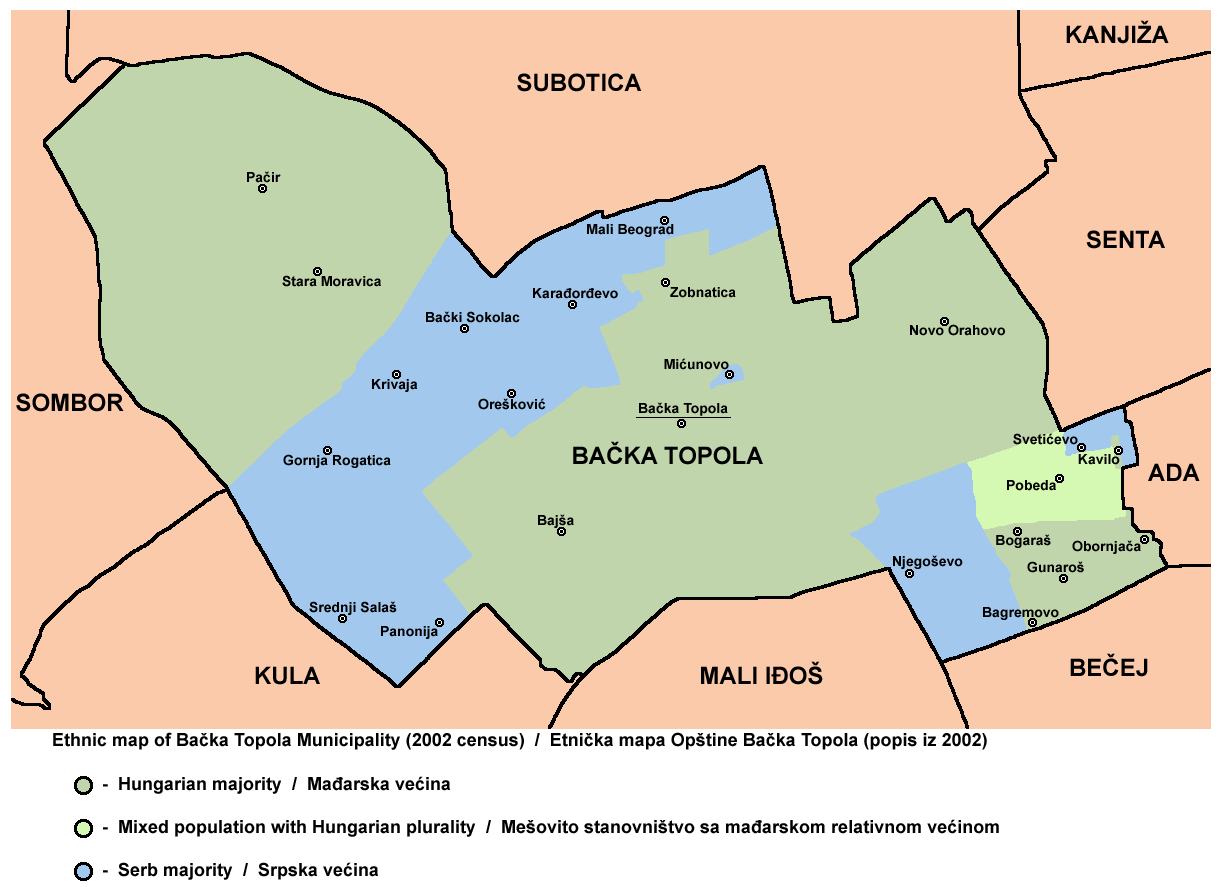

Община утворена з 14 населених пунктів (з них 1 місто — центр общини):
| Населений пункт | Сербська назва (cirill) | Угорська назва (latin) | Населення (2011) |
| --------------- | ----------------------- | ---------------------- | ---------------- |
| Товаришево      | Товаришево              | Bácstóváros            | 3102             |
| Караджорджево   | Карађорђево             | Bélamajor              | 1012             |
| Обровац         | Обровац                 | Boróc                  | 3177             |
| Младеново       | Младеново               | Dunabökény             | 3358             |
| Челарево        | Челарево                | Čelarevo               | 5423             |
| Візич           | Визић                   | Füzegy                 | 349              |
| Нештин          | Нештин                  | Neszt                  | 900              |
| Бачка-Паланка   | Бачка Паланка           | Palánka                | 29 449           |
| Параге          | Параге                  | Parrag                 | 1039             |
| Пивниці         | Пивнице                 | Pincéd                 | 3835             |
| Гайдобра        | Гајдобра                | Szépliget              | 2948             |
| Силбаш          | Силбаш                  | Szilbács               | 2848             |
| Деспотово       | Деспотово               | Úriszentiván           | 2096             |
| Нова Гайдобра   | Нова Гајдобра           | Wekerlefalva           | 1409             |